# International League
International League (IL) är en professionell basebolliga. Den är en farmarliga till Major League Baseball (MLB), på den högsta nivån (Triple-A) inom Minor League Baseball (MiLB).
Ligan består av 20 klubbar, vilka är utspridda över hela den östra halvan av USA. Tidigare har ligan under många år haft klubbar i Kanada, därav ligans namn. Under kortare perioder har ligan även haft klubbar i Kuba och Puerto Rico.
Den mest framgångsrika klubben genom tiderna är Rochester Red Wings med 19 ligatitlar. Sedan slutspelet om ligapokalen kallad "Governors' Cup" infördes 1933 har Columbus Clippers vunnit flest gånger (elva).

## Historia
International Leagues historia tar sin början 1884, då en liga som hette Eastern League grundades (inte att förväxla med den Eastern League som varit verksam under det namnet sedan 1938). Året efter grundades New York State League och Ontario League, vilka 1886 slogs samman till International League. 1887 upptog International League två klubbar från Eastern League, som lades ned. De nordliga klubbarna i ligan tyckte dock att de södra klubbarna låg för långt bort så de drog sig ur och omorganiserade sig under namnet International Association 1888.
Under de första åren var det inte mycket till kontinuitet; det fanns klubbar i 31 olika städer fram till och med 1890. Särskilt turbulent var det 1890, mycket på grund av konkurrensen från Players' League, som försökte etablera sig som en ny major league. Det året lämnade flera klubbar ligan och det slutade med att ligan tvingades upphöra den 7 juli, den första och fram till 2020 enda gången som ligan inte spelat klart en säsong.

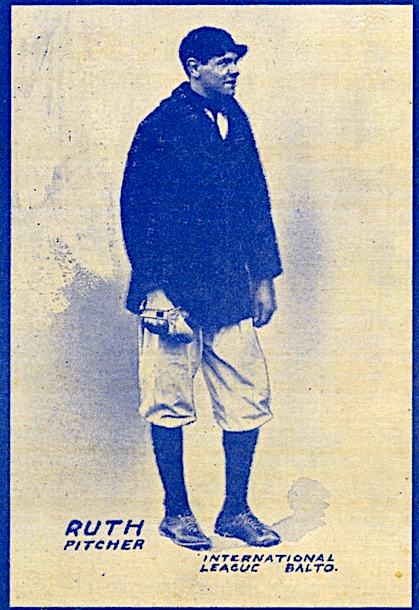
Ett basebollkort föreställande Babe Ruth när han spelade i International League 1914.

1891 omorganiserades ligan igen, nu under namnet Eastern Association, med bara en klubb kvar från föregående år. Av de åtta klubbarna överlevde dock bara fyra säsongen. Året efter, då ligan bytt namn till Eastern League, gick det bara något bättre; då var det sex av åtta klubbar som slutförde säsongen. 1895 erhöll ligan klassificering på A-nivån. Året efter var den första säsongen som det inte skedde några förändringar av ligans klubbar. Två år senare skapade spansk-amerikanska kriget ekonomiska problem för många klubbar. Bland annat tvingades klubben i Rochester att flytta till Ottawa, men redan 1899 var klubben tillbaka i Rochester. Där har den sedan blivit kvar ända fram till i dag, vilket är rekord för ligan.
Från och med 1904 och flera år framåt åtnjöt ligan stabilitet och publiken strömmade till. 1912 bytte ligan namn till International League för gott och uppgraderades samtidigt till Double-A-nivån i samband med att den nivån infördes som den nya högstanivån inom MiLB. När Federal League 1914 utropade sig själv som en ny major league, med klubbar i flera städer där International League hade klubbar, innebar det problem. Bland annat tvingades klubben i Baltimore att sälja den unga pitchern Babe Ruth till Boston Red Sox i MLB. Federal League lades ned efter bara två säsonger.
När USA gick med i första världskriget 1918 innebar det nya problem. Flera klubbar flyttades och ligan kallades New International League. Ligan var dock ensam minor league att lyckas slutföra säsongen 1918.
1920-talet innebar en period av stabilitet för ligan. Den stora depressionen i början av 1930-talet ledde dock till att klubbarna fick anstränga sig mer för att locka folk. Bland annat spelades den första matchen på kvällstid i juli 1930 i Buffalo, vilken drog 12 000 åskådare. 1933 infördes ett slutspel för första gången i ligans historia. Tidigare hade den klubb som vann grundserien ansetts som mästare, men nu gick de fyra bästa klubbarna till slutspel. Vinnaren tilldelades den nya Governors' Cup-pokalen. Införandet av ett slutspel innebar en välbehövlig vitamininjektion för ligan.

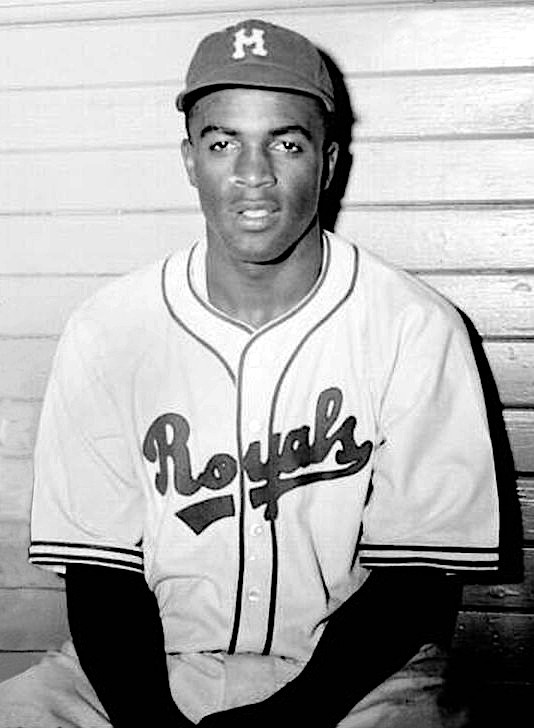
Jackie Robinson spelade i International League 1946.

Under åren 1937–1949 skedde inga förändringar av ligans klubbar och det var den längsta sådana perioden dittills. 1946 skrevs historia när Jackie Robinson blev den första afroamerikanen i ligan under 1900-talet, ett år innan han blev den första afroamerikanen i MLB under 1900-talet. 1946 var också året då den nya högstanivån inom MiLB, Triple-A, infördes i stället för den tidigare högstanivån, Double-A. International League har därefter varit klassad som Triple-A.
1954 fick ligan en klubb i Havanna i Kuba och hade då klubbar i tre länder. På grund av den kubanska revolutionen tvingades klubben att flytta till USA under 1960 års säsong. 1961 etablerades en klubb i San Juan i Puerto Rico, men efter mindre än en säsong tvingades även den klubben att flytta till USA, i det fallet på grund av låga publiksiffror och klagomål på höga resekostnader från de andra klubbarna.
1981 sattes ett rekord för all professionell baseboll när en match i International League varade i 8 timmar och 25 minuter (33 inningar). Matchen fick brytas efter 32 inningar då den fortfarande var oavgjord och färdigspelades först drygt två månader senare. 1983 spelades för första gången ett slutspel mellan de tre dåvarande ligorna på Triple-A-nivån, "Triple-A World Series". 1987 sågs matcherna i ligan av sammanlagt över två miljoner åskådare för tredje säsongen i rad. Året efter ingick ligan ett samarbete med en annan Triple-A-liga, American Association. Samarbetet innebar att klubbarna i de båda ligorna möttes som en del av deras respektive grundserie och att ligamästarna möttes i "Triple-A Classic". Samtidigt delades klubbarna i International League in i divisioner för första gången på 15 år. 1988 spelades också för första gången en all star-match gemensamt för ligorna på Triple-A-nivån. Eftersom det vid den tiden fanns tre ligor på Triple-A-nivån bestod det ena laget i all star-matchen av spelare från farmarklubbarna till klubbar i American League och det andra av spelare från farmarklubbarna till klubbar i National League. 1989 nådde ligan 2 613 247 åskådare, vilket slog det gamla rekordet från 1946. Det nya rekordet slogs redan året efter med 2 832 518 åskådare. 1991 var sista året av samarbetet med American Association; International Leagues mästare förlorade samtliga fyra "Triple-A Classics". 1991 hade ligan sammanlagt över tre miljoner åskådare för första gången och bara två år senare nåddes fyra miljoner åskådare, ett rekord för alla farmarligor. Klubben i Ottawa satte nytt ligarekord med 693 043 åskådare; det gamla rekordet sattes 1946.

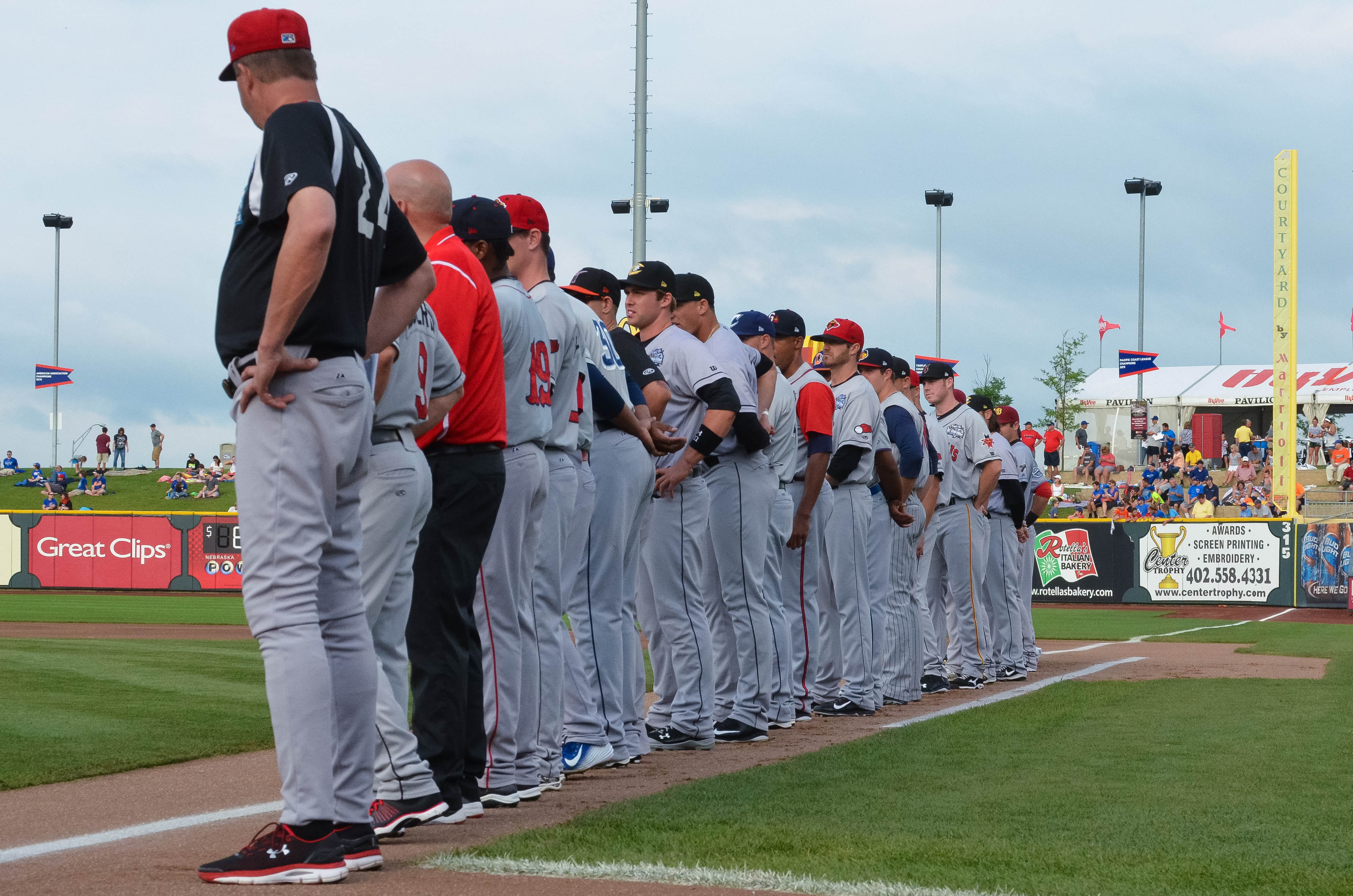
International Leagues spelare under all star-matchen 2015.

Strejken i MLB under slutet av 1994 års säsong ledde till att uppmärksamheten riktades mot farmarligor som International League, vilket bland annat innebar att några matcher i ligan sändes på nationella tv-kanaler i USA såsom ESPN och TNT. 1998 utökades ligan till 14 klubbar för första gången. Detta berodde dels på att American Association lades ned (därifrån kom tre klubbar) och dels på att MLB utökades, vilket nödvändiggjorde ytterligare en klubb i International League. Ligan delades nu in i tre divisioner i stället för två och samtidigt infördes ett nytt slutspelsformat. Eftersom det nu bara fanns två ligor på Triple-A-nivån ändrades nivåns all star-match så att ena laget bestod av spelare från International League och det andra av spelare från Pacific Coast League. 1998 spelades också för första gången "Triple-A World Series" i Las Vegas mellan mästarna av International League och Pacific Coast League. Mästarna av International League, Buffalo Bisons, satte nytt ligarekord med sammanlagt 768 749 åskådare på sina hemmamatcher. Även ligan satte nytt publikrekord med 6 481 906 åskådare. 2000 spelades den tredje och sista "Triple-A World Series", vilken vanns av klubben från International League för första gången.
Ett nytt publikrekord för ligan sattes 2001 med 6 757 150 åskådare. 11 september-attackerna samma år skedde under finalen i International League och matchserien avbröts efter bara en match. Klubben som vann den matchen utsågs till ligamästare. 2006 möttes mästarna av International League och Pacific Coast League för första gången sedan 2000. Matchen spelades i Oklahoma City och kallades "Bricktown Showdown". Detta blev en tradition som efter några år bytte namn till "Triple-A Baseball National Championship". Matchen spelades i Oklahoma City till och med 2010, men därefter spelades den i olika städer varje år till och med 2019. International League hade 2008 för första gången över sju miljoner åskådare sammanlagt.
Hela 2020 års säsong av MiLB, inklusive International League, ställdes in på grund av covid-19-pandemin. I februari 2021 genomförde MLB en stor omorganisation av MiLB som bland annat innebar att de gamla liganamnen ersattes av nya. För International Leagues del innebar omorganisationen att ligan fick namnet Triple-A East och utökades från 14 klubbar till 20. Samtliga klubbar som fanns i ligan före omorganisationen fick vara kvar och dessutom tillkom fyra från Pacific Coast League, en från Southern League (Double-A) och en från American Association (independent league). Efter att ha haft namnet Triple-A East 2021 återfick ligan namnet International League 2022 efter det att MLB förvärvat rättigheterna till de gamla liganamnen.

## Klubbar
International League består av 20 klubbar, som är indelade i två divisioner:
| Klubb                            | Stad                               | Moderklubb            |
| East Division                    | East Division                      | East Division         |
| -------------------------------- | ---------------------------------- | --------------------- |
| Buffalo Bisons                   | Buffalo, NY                        | Toronto Blue Jays     |
| Charlotte Knights                | Charlotte, NC                      | Chicago White Sox     |
| Durham Bulls                     | Durham, NC                         | Tampa Bay Rays        |
| Jacksonville Jumbo Shrimp        | Jacksonville, FL                   | Miami Marlins         |
| Lehigh Valley Ironpigs           | Allentown, PA                      | Philadelphia Phillies |
| Norfolk Tides                    | Norfolk, VA                        | Baltimore Orioles     |
| Rochester Red Wings              | Rochester, NY                      | Washington Nationals  |
| Scranton/Wilkes-Barre Railriders | Scranton/Wilkes-Barre (Moosic), PA | New York Yankees      |
| Syracuse Mets                    | Syracuse, NY                       | New York Mets         |
| Worcester Red Sox                | Worcester, MA                      | Boston Red Sox        |
| West Division                    |                                    |                       |
| Columbus Clippers                | Columbus, OH                       | Cleveland Guardians   |
| Gwinnett Stripers                | Lawrenceville, GA                  | Atlanta Braves        |
| Indianapolis Indians             | Indianapolis, IN                   | Pittsburgh Pirates    |
| Iowa Cubs                        | Des Moines, IA                     | Chicago Cubs          |
| Louisville Bats                  | Louisville, KY                     | Cincinnati Reds       |
| Memphis Redbirds                 | Memphis, TN                        | St. Louis Cardinals   |
| Nashville Sounds                 | Nashville, TN                      | Milwaukee Brewers     |
| Omaha Storm Chasers              | Omaha (Papillion), NE              | Kansas City Royals    |
| St. Paul Saints                  | Saint Paul, MN                     | Minnesota Twins       |
| Toledo Mud Hens                  | Toledo, OH                         | Detroit Tigers        |

## Spelformat
Grundserien består av 150 matcher och varar från början av april till slutet av september. Matchserierna består oftast av sex matcher som spelas tisdagar till söndagar med speluppehåll på måndagar. Klubbarna spelar oftare mot klubbarna i samma division än mot klubbarna i den andra divisionen.
Till slutspel går vinnarna av de båda divisionerna, vilka möts i en enda avgörande final på en i förväg bestämd neutral arena. Mästarna får därefter möta mästarna av Pacific Coast League i en enda avgörande final på Triple-A-nivån, på samma arena som ligafinalen.

## Hall of fame

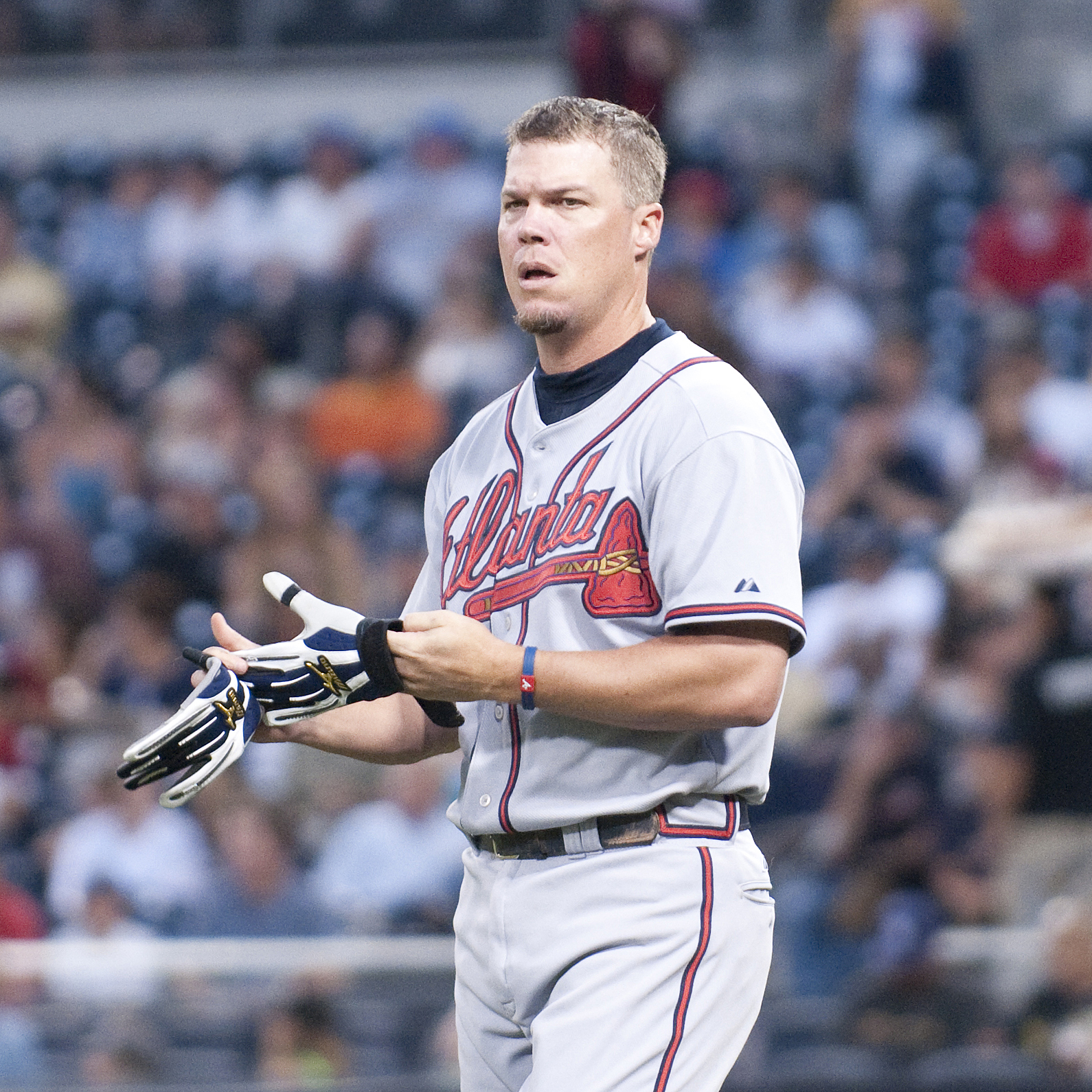
Chipper Jones valdes in i International Leagues hall of fame 2020.

International League har en egen hall of fame, vars första medlemmar valdes in 1947. Efter 1963 blev det dock ett långt uppehåll under vilket inga nya medlemmar valdes in. Först 2007 valdes nya medlemmar in igen.
Till och med 2020 har totalt 129 personer valts in i ligans hall of fame. Av dessa har 13 till och med 2022 även valts in i National Baseball Hall of Fame:
- Walter Alston
- Wade Boggs
- Bobby Cox
- Lefty Grove
- Chipper Jones
- Tommy Lasorda
- Joe McCarthy
- Herb Pennock
- Jim Rice
- Cal Ripken Jr
- Jackie Robinson
- Red Schoendienst
- Billy Southworth